# Ceratocystis musarum
Ceratocystis musarum är en svampart som beskrevs av Riedl 1962. Ceratocystis musarum ingår i släktet Ceratocystis och familjen Ceratocystidaceae.   Inga underarter finns listade i Catalogue of Life.